# Juan Carlos Ferrero
Juan Carlos Ferrero Donat (Onteniente, Valencia, España; 12 de febrero de 1980) es un extenista y entrenador español que logró ser número 1 del mundo del ranking ATP durante 8 semanas en 2003. Durante esa temporada ganó el Torneo de Roland Garros 2003, tras haber perdido la final del año 2002. Alcanzó su tercera final de Grand Slam en el Abierto de Estados Unidos 2003 perdiendo ante Andy Roddick. Entre sus principales logros destacan también la final del ATP World Tour Finals 2002, además de 4 títulos Masters 1000 y 2 finales. Durante su carrera ganó un total de 16 títulos de la ATP, sumándole 2 ATP 500 y 9 ATP 250 a los anteriormente señalados. Finalizó 13 temporadas consecutivas entre los Top 55 del ranking; 8 de ellas entre los Top 25, y 3 de ellas en los Top 5, lo que lo convierte en uno de los tenistas españoles más importantes de la historia.
En cuanto a representación nacional, participó en 5 finales de la Copa Davis, obteniendo 3 títulos, en 2000, en 2004 y en 2009, junto con una gran generación de tenistas españoles de la década de 2000, que va desde los número 1 Carlos Moyá, hasta Rafael Nadal, pasando por otros grandes exponentes del Equipo de Copa Davis de España que han sido Top 10 como David Ferrer, Tommy Robredo, Fernando Verdasco, y Nicolás Almagro, como también los Top 20 y muy destacados doblistas Feliciano López y Marcel Granollers.
El 23 de octubre de 2012, con 32 años, se retiró profesionalmente del circuito tras perder con su compatriota Nicolás Almagro en el Torneo de Valencia 2012 por parciales de 7-5 y 6-3 marcando así el final de la carrera que se extendió durante 14 temporadas entre 1999 y 2012.
Actualmente entrena al tenista español Carlos Alcaraz en el Equelite JC Ferrero Sport Academy.

## Juventud
Juan Carlos Ferrero nació en Onteniente (Comunidad Valenciana) el 12 de febrero de 1980, en el seno de una familia modesta. Último de tres hermanos, es hijo de Eduardo Ferrero, propietario de una empresa textil, y de Rosario Donat; sus dos hermanas mayores son Ana y Laura Ferrero. En su infancia practicó fútbol, baloncesto y frontenis. Esta afición al deporte le vino de mano de su abuelo, quien le entrenó al tenis hasta los once años, momento en el que fue sustituido por Antonio Martínez Cascales, que fue entrenador del también tenista Marat Safin. Cascales afirmó que si Juan Carlos se trasladaba con él a Villena, lo convertiría en un campeón.
En 1993 se proclamó campeón español alevín y campeón del mundo de la misma categoría en el torneo de Les Petits Princes (Annecy); y consiguió este título un año después, en el torneo de Les Petits As (Tarbes).
Sus triunfos llamaron la atención de los más importantes entrenadores del mundo; Juan Carlos, no obstante, rechazó una oferta del estadounidense Nick Bolletieri, y otra del Centro de Alto Rendimiento de San Cugat del Vallés.
En 1996 falleció su madre a causa de un cáncer. Este durísimo golpe hizo que se plantease retirarse; no obstante, su familia le convenció de que continuara con su carrera deportiva como mejor forma de honrar su memoria.

## Carrera
En 1997 se impuso en el I Trofeo Marca Promesas. Un año después debutó como profesional tras proclamarse campeón europeo y mundial en categoría juvenil; ese mismo año disputó la final junior de Roland Garros, siendo derrotado por el tenista Fernando González.

### 1999
Ferrero realizó su debut en torneos ATP en marzo del 1999 en el torneo de Casablanca donde alcanzó las semifinales, realizó su primera participación en el Abierto de Estados Unidos, y, solo un mes después, obtuvo su primer título en Mallorca.

### 2000
Un año después, Ferrero continuará con su ascenso imparable; aunque no obtuvo ningún título, alcanzó las finales de Dubái y Barcelona, amén de colaborar en la victoria de España en la Copa Davis al derrotar a Lleyton Hewitt y Patrick Rafter durante la final contra Australia. No obstante, su mayor éxito de la temporada tuvo lugar en el Roland Garros, donde alcanzó las semifinales, siendo finalmente derrotado por Guga Kuerten en cinco sets.

### 2001
En 2001 Ferrero se confirmó como uno de los tenistas más competitivos del momento; venció en los torneos de Estoril, Barcelona, Roma y Dubái, además de alcanzar la final de Hamburgo -donde le derrotó Albert Portas- y Gstaad -donde le derrotó Jiří Novák- y las semifinales de Roland Garros por segundo año consecutivo, siendo derrotado de nuevo por Guga Kuerten. Sus victorias consecutivas en Barcelona y Roma y su avance hasta la final de Hamburgo le llevó a batir este año el récord español de victorias consecutivas con un total de 16 victorias seguidas, superando la racha de 15 que logró Sergi Bruguera en 1993. A final de temporada Ferrero era el número 4 de la ATP.

### 2002
En 2002 alcanzó la final de Roland Garros; no obstante, aunque partía como principal favorito, cayó ante su compatriota Albert Costa. Lesionado del pie durante el torneo, disputó la final merced a una inyección de cortisona. Asimismo, obtuvo la victoria en Montecarlo y Hong Kong, y alcanzó la final de Kitzbühel y de la Copa Masters (Shanghái), donde Hewitt le derrotó en un encuentro a cinco sets. Al término del año alcanzó el número 8 de la ATP.

### 2003
Fue líder de la ATP durante ocho semanas en 2003. Ferrero reeditó el título de Montecarlo, venció en Valencia, poco después obtendría su mayor victoria en el circuito, el título en la final de Roland Garros donde venció al neerlandés Martin Verkerk en tres sets. Asimismo, se convirtió en finalista en el Abierto de Estados Unidos tras eliminar a Lleyton Hewitt y Andre Agassi, siendo derrotado por Andy Roddick; en Sídney -donde le derrotó Hyung-Taik Lee- y en Bangkok -donde le derrotó Taylor Dent. Estos resultados le convirtieron en número 1 del mundo. Culminó el año con una victoria en Madrid; merced a dicha victoria, Juan Carlos I le nombró deportista del año. Finalizado el año, Ferrero era el número 3 del mundo.

### 2004

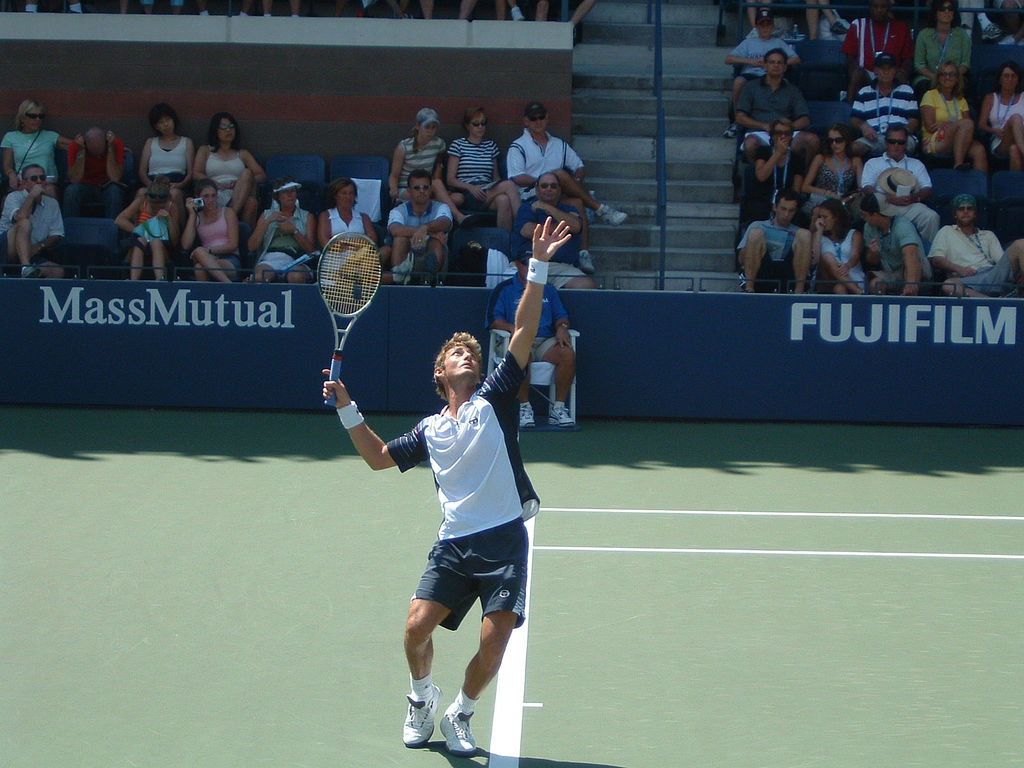
Ferrero realizando un saque en el US Open 2004.

En 2004 se lesionó en varias ocasiones; a consecuencia de lo cual se resintió su posición en la clasificación mundial. Aunque comenzó el año alcanzando las semifinales del Abierto de Australia -donde le derrotó Roger Federer- la aparición de una enfermedad le obligó a retirarse durante todo el mes de marzo. Una vez repuesto, cayó en la primera ronda de Montecarlo; tras esta derrota, dedicó otro mes entero a recuperarse completamente. El 8 de mayo de ese mismo año resbaló durante una sesión de entrenamiento, lesionándose las costillas y la muñeca derecha. A causa de ello se vio incapaz de defender la copa de los mosqueteros, y fue derrotado por Igor Andreev en la segunda ronda del torneo parisino. Aunque alcanzó la final de Róterdam -donde cayó derrotado ante Lleyton Hewitt- sus malos resultados hicieron que finalizara el año fuera del top 30 por primera vez en cinco años.

### 2005
Físicamente más fuerte, al año siguiente comenzó a recuperar parte del terreno perdido el año anterior. Alcanzó las semifinales en el Masters Series de Montecarlo y la final en el Conde de Godó (Barcelona) y en Viena a finales de año. Merced a estos resultados finalizó el año en el número 17 de la clasificación mundial.

### 2006

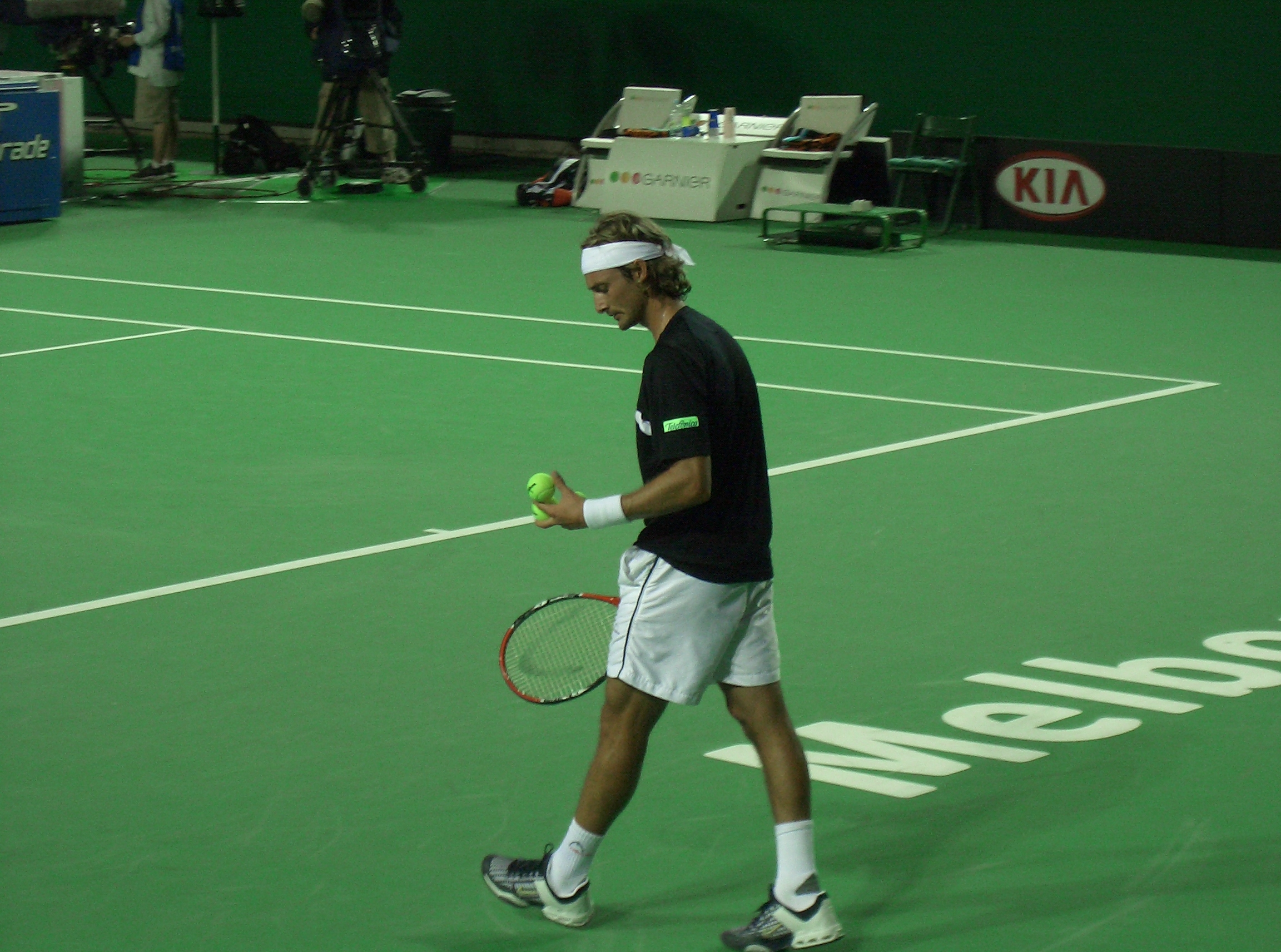
Ferrero en un partido del Open Australia 2006.

En 2006 alcanzó la final del Masters Series conocido como Western & Southern Financial Group Masters; desde 2003 no disputaba una final de Masters Series. En el camino había derrotado a tres top ten: James Blake, número cinco del mundo por 6-2 y 6-4; Rafael Nadal, número dos del mundo por 7–6(2) y 7–6(3); y Tommy Robredo, número siete del mundo por 6-3, 6-4. No obstante, Andy Roddick -quien ya le había derrotado tres años antes en la final del Abierto de Estados Unidos- volvió a vencerle en dos sets (6-3 y 6-4). En España fue campeón del Master Nacional de Tenis al imponerse en la final de Granada a Tommy Robredo.

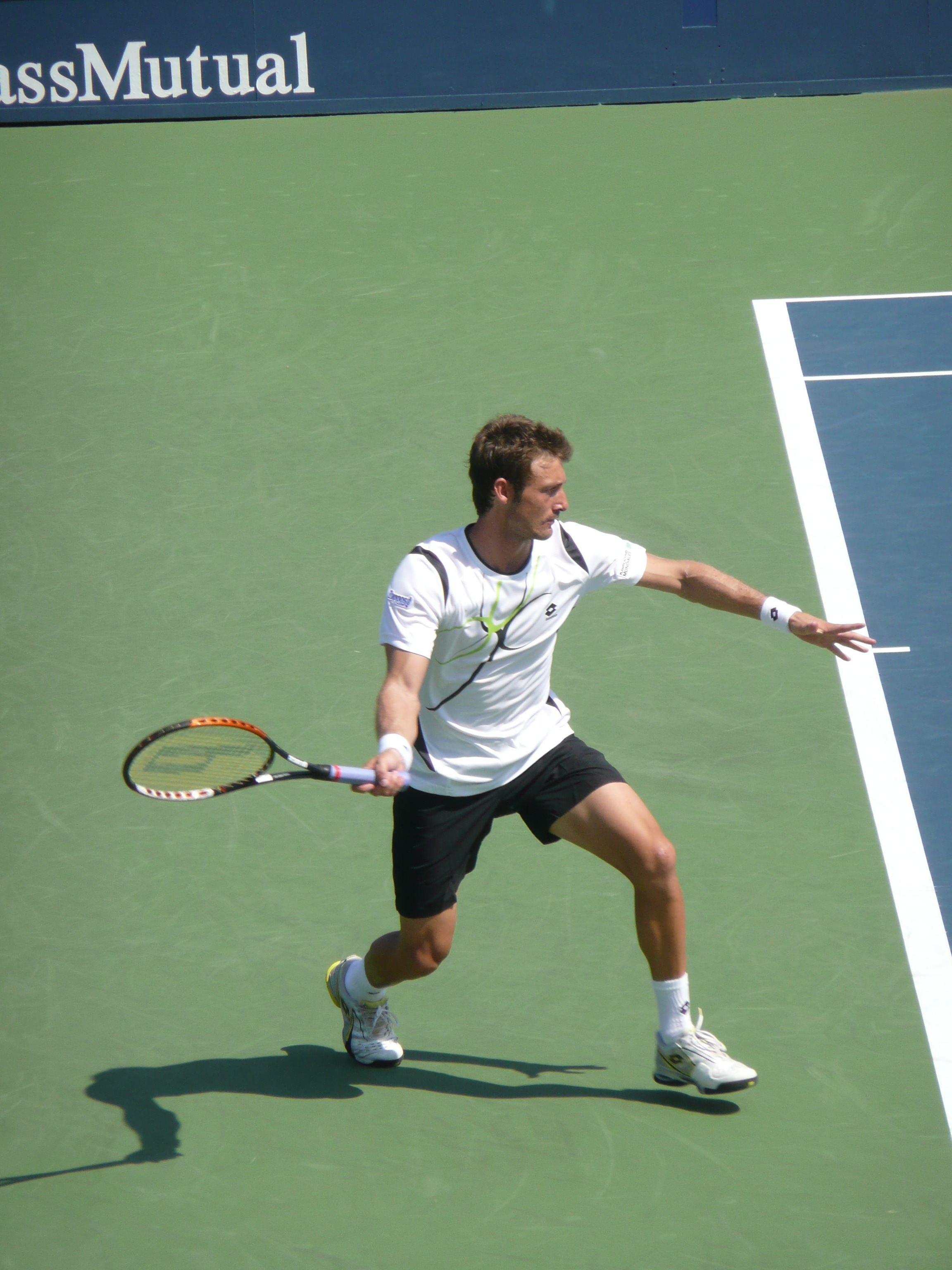
Juan Carlos Ferrero en el Abierto de Estados Unidos en 2009.

### 2007
Un año después alcanzará la final en Costa do Sauipe, donde fue derrotado por Guillermo Cañas, y las semifinales del Torneo de Acapulco (México), donde le venció Carlos Moyá. El tailandés Danai Udomchoke le derrotó en la segunda ronda del Abierto de Australia. Asimismo, volvió a caer en primera ronda en Buenos Aires y Auckland. Alcanzó los cuartos de final en Wimbledon, donde le derrotó Federer 7-6(2), 3-6, 6-1, 6-3. En la tercera ronda de Roland Garros le venció Mijaíl Yuzhny 6-7, 7-6, 6-2, 6-2, y, finalmente, Feliciano López le derrotó en la primera ronda del Abierto de Estados Unidos.

### 2008
Ferrero inició 2008 alcanzando la final de Auckland -donde le derrotó Philipp Kohlschreiber- y la cuarta ronda del Abierto de Australia, donde derrotó a David Nalbandian en tres sets. Tras este buen inicio, Nicolas Mahut le derrotó en Marsella, Teimuraz Gabashvili en Róterdam, Andy Roddick en Dubái, David Nalbandian en Indian Wells, Tomáš Berdych en la tercera ronda de Miami, Marat Safin en Valencia y Rafael Nadal en la tercera ronda de Montecarlo. A pesar de estos malos resultados, mostró un excelente estado de forma en Roma, donde derrotó a Nicolas Kiefer y a Rafael Nadal; este último resultado sorprendió porque había sido derrotado por Nadal dos semanas antes y porque este había ganado los tres últimos títulos de forma consecutiva en la cancha romana. Cayó en primera ronda de Roland Garros y en segunda de Wimbledon, no participando en ese año en el Abierto de Estados Unidos. Terminó 2008 como número 55 del mundo, el peor puesto desde que se hizo profesional.

### 2009

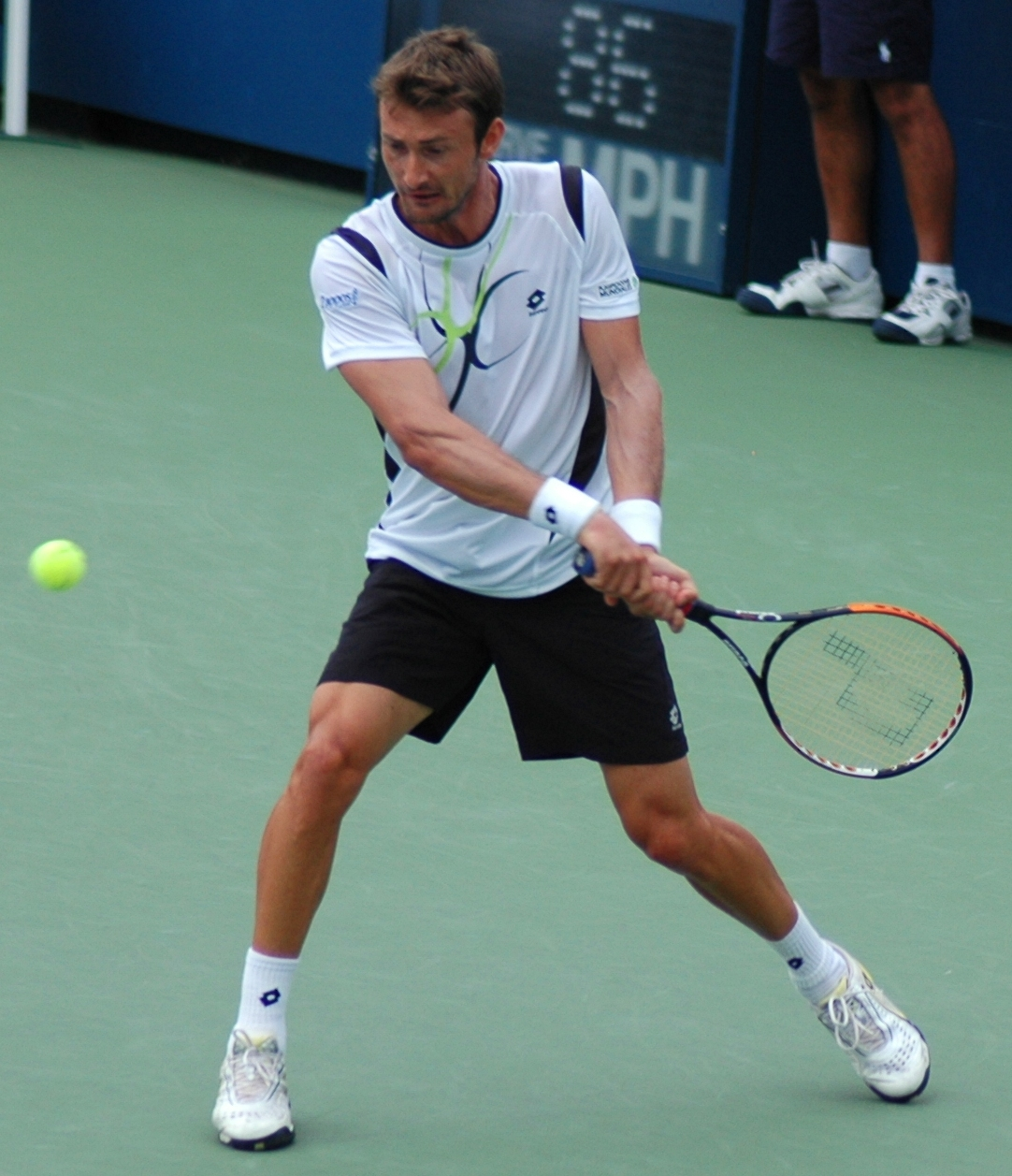
Ferrero en un partido de US Open 2009.

2009 marcó un punto de inflexión en la carrera de Juan Carlos, tras un primer trimestre irregular se hizo con el título de Casablanca en abril venciendo en la final a Florent Serra y ganando su primer título ATP desde 2003. Tuvo excelentes resultados en hierba llegando a semifinales de Queen´s y a los cuartos de final de Wimbledon, cayendo en ambas ocasiones ante Andy Murray. En julio llegó a la final de Umag y en septiembre a los octavos de final del Abierto de Estados Unidos cayendo ante el argentino Juan Martín del Potro, a la postre vencedor del torneo. Con estos resultados consiguió ascender en el ranking hasta terminar el año como número 23 del mundo. Durante 2009 ayudó a España a hacerse con su cuarta Copa Davis consiguiendo el punto definitivo de la eliminatoria de cuartos de final ante el alemán Andreas Beck y el segundo punto de las semifinales en las que España ganó a Israel por 4-1 ante Dudi Sela.

### 2010
En 2010 se anotó otros tres títulos ATP ganando en Costa do Sauipe, en Buenos Aires y en Umag. Con sus dos triunfos y la final alcanzada en Acapulco logró una racha de 14 partidos sin perder en la arcilla americana. David Ferrer fue el que truncó dicha racha venciéndole en Acapulco en tres sets y tomándose la revancha por la derrota que le infligió Ferrero en la final de Buenos Aires. Tras estos buenos resultados Ferrero llegó a octavos de final de Miami y a cuartos de final de Montecarlo (ronda que no alcanzaba en un Masters Series desde 2007). En octubre fue intervenido de una lesión de rodilla que no le permitió jugar más torneos tras alcanzar los dieciseisavos en el Abierto de Estados Unidos en septiembre.

### 2011

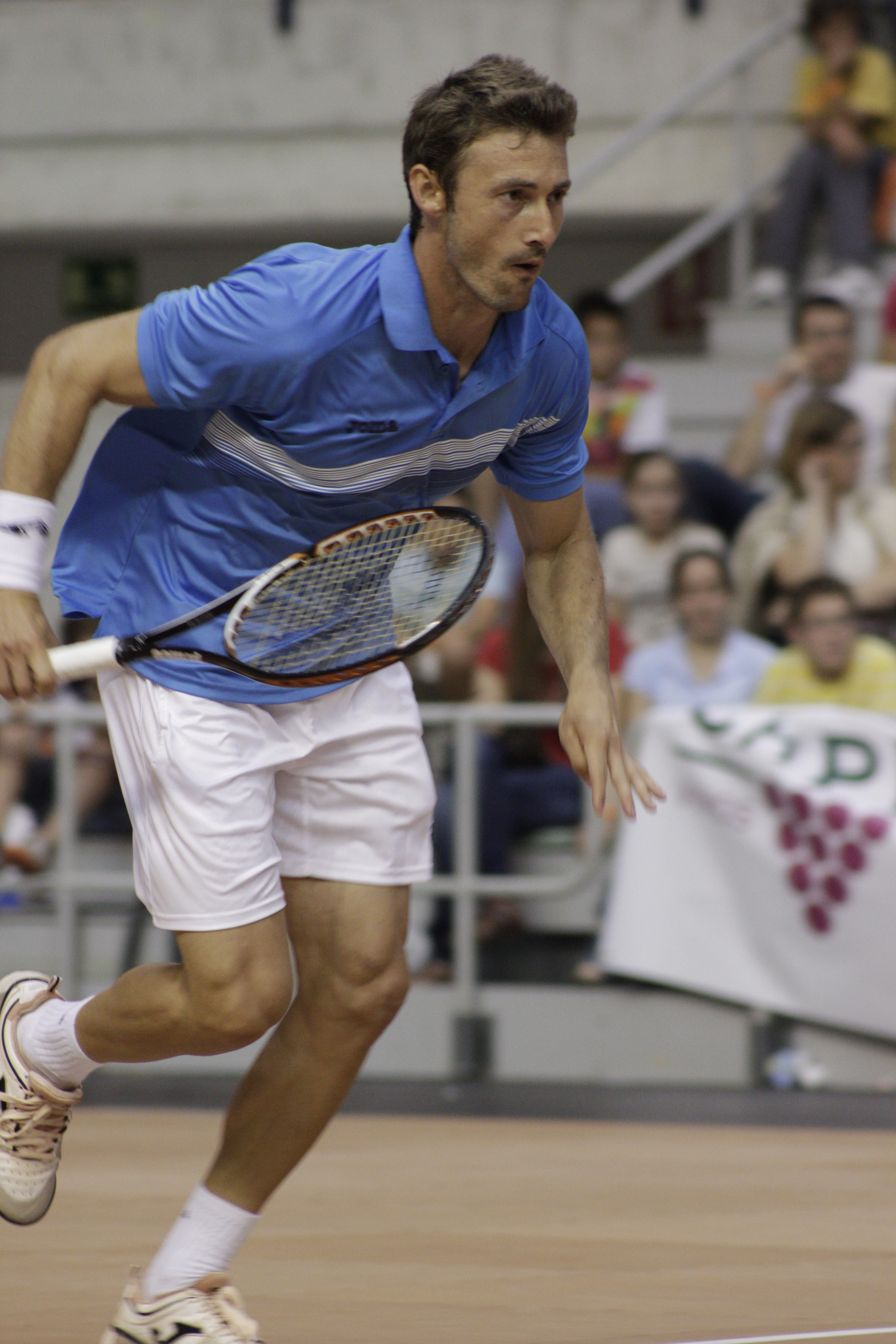
Ferrero en 2011 en un partido benéfico por los afectados por el terremoto de Lorca.

En 2011 continuó su recuperación de la rodilla izquierda y reapareció en el Conde de Godó donde alcanzó los cuartos de final. Tras caer en primera ronda del Masters de Madrid tuvo otro parón hasta julio para recuperarse completamente de la lesión. Reapareció triunfalmente en el Torneo de Stuttgart ganando en la final al también español Pablo Andújar. En su preparación para el Open de Estados Unidos cayó en primera ronda de los Masters de Canadá y Cincinnati. En Flushing Meadows eliminó en segunda ronda al séptimo favorito, el francés Gael Monfils en cinco sets, y terminó cayendo en cuarta ronda por 5-7, 7-6, 5-7 y 2-6 ante el serbio Janko Tipsarević. Después en la minigira asiática terminó con un bagaje de 4 victorias y 2 derrotas, alcanzando los cuartos de final en Pekín y los octavos en Shanghái. A principios de noviembre alcanzó los cuartos de final del torneo de Valencia (ATP 500), del que es copropietario.

### 2012

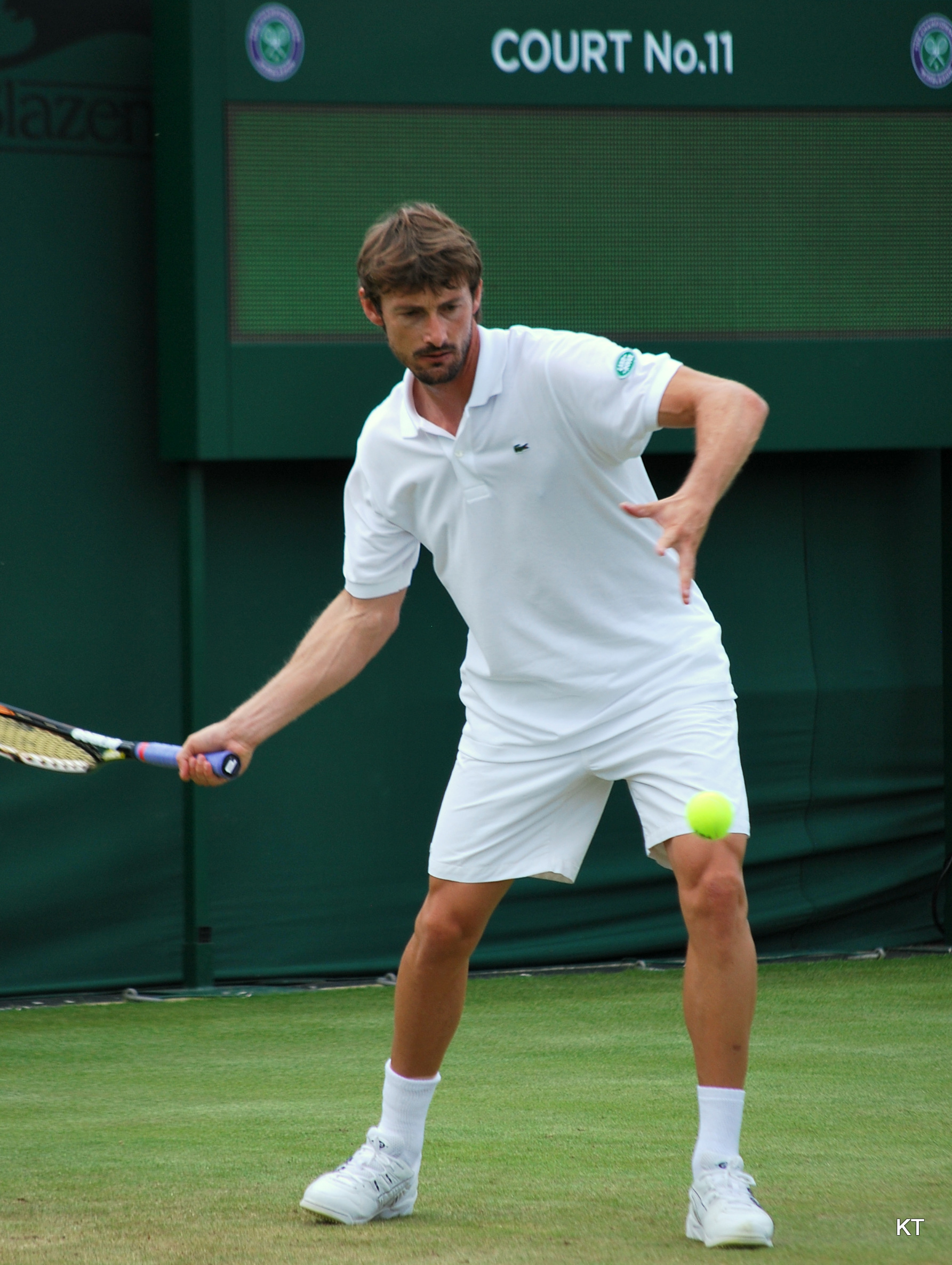
Ferrero durante el calentamiento al partido de Wimbledon 2012 frente a Nalbandián.

Desde su retirada, en octubre de 2012, dedica la mayor parte de su tiempo a la academia de tenis que tiene en Villena llamada JCFerrero-Equelite Sport Academy. Esta academia, que lleva hoy su nombre, es la misma donde entrenaba de pequeño, donde dio sus primeros pasos como tenista y adquirió las cualidades que le hicieron alcanzar más tarde el número 1 en la ATP.

### Pádel
A partir de su retirada siguió jugando torneos de tenis de jugadores retirados, además de estar implicado en sus escuelas de tenis alrededor de todo el mundo. 
También comenzó a jugar al pádel en el que ingresó en el ranking World Padel Tour en 2016. Su pareja en 2017 era José David Sánchez Serrano y ocupaban la 163ª posición en dicho ranking.

### Entrenador
Como entrenador, llevó a su pupilo Carlos Alcaraz a la conquista del US Open 2022, Wimbledon 2023, Roland Garros 2024, Wimbledon 2024 y Roland Garros 2025. También al número 1 del ranking ATP.

## Estilo
Aunque es reconocido como uno de los mejores jugadores sobre tierra batida de su época, se ha distinguido como un tenista a tener en cuenta sobre cualquier superficie como consecuencia de sus buenos resultados en los torneos en pista dura. De hecho, afirmó en una entrevista que se siente cómodo disputando torneos en este tipo de superficie. Se ha dicho que su agresivo estilo le ha permitido hacer prevalecer su tenis en cualquier pista.

## Clasificación histórica
| Torneos de Grand Slam                                                        |      |              |              |              |      |              |              |              |      |              |              |              |      |      |         |        |
| Torneo                                                                       | 2012 | 2011         | 2010         | 2009         | 2008 | 2007         | 2006         | 2005         | 2004 | 2003         | 2002         | 2001         | 2000 | 1999 | Títulos | G-P    |
| Australian Open                                                              | 1r   | -            | 1r           | 1r           | 4r   | 2r           | 3r           | 3r           | SF   | CF           | -            | 2r           | 3r   | -    | 0       | 20-11  |
| Roland Garros                                                                | 2r   | -            | 3r           | 2r           | 1r   | 3r           | 3r           | 3r           | 2r   | G            | F            | SF           | SF   | -    | 1       | 34-11  |
| Wimbledon                                                                    | 1r   | -            | 1r           | CF           | 2r   | CF           | 3r           | 4r           | 3r   | 4r           | 2r           | 3r           | -    | -    | 0       | 22-11  |
| US Open                                                                      |      | 4r           | 3r           | 4r           | -    | 1r           | 2r           | 1r           | 2r   | F            | 3r           | 3r           | 4r   | 1r   | 0       | 23-12  |
| Total                                                                        | 0    | 0            | 0            | 0            | 0    | 0            | 0            | 0            | 0    | 1            | 0            | 0            | 0    | 0    | 1       | 99-45  |
| ATP World Tour Finals                                                        |      | -            | -            | -            | -    | -            | -            | -            | -    | RR           | F            | SF           | -    | -    | 0       | 5-7    |
| Juegos Olímpicos                                                             | -    | No Disputado | No Disputado | No Disputado | -    | No Disputado | No Disputado | No Disputado | 2r   | No Disputado | No Disputado | No Disputado | CF   | ND   | 0       | 4-2    |
| Indian Wells                                                                 | -    | -            | 3R           | -            | 4R   | 4R           | 3R           | 2R           | -    | 2R           | 1R           | 1R           | 1R   | -    | 0       | 8-9    |
| Miami                                                                        | -    | -            | 4R           | -            | 3R   | 2R           | 2R           | 4R           | -    | 3R           | 3R           | 4R           | 2R   | -    | 0       | 10-9   |
| Montecarlo                                                                   |      | -            | CF           | -            | 3R   | SF           | 3R           | SF           | 1R   | G            | G            | 2R           | CF   | -    | 2       | 31-8   |
| Madrid (1)                                                                   |      | 1R           | -            | 2R           | -    | 3R           | 2R           | 1R           | 2R   | G            | CF           | 2R           | 2R   | -    | 1       | 10-9   |
| Roma                                                                         |      | -            | 1R           | -            | 3R   | 2R           | 1R           | -            | -    | SF           | 2R           | G            | 3R   | -    | 1       | 17-8   |
| Canadá                                                                       |      | 1R           | -            | 3R           | -    | 1R           | 2R           | 3R           | 1R   | 3R           | 2R           | CF           | 3R   | -    | 0       | 15-9   |
| Cincinnati                                                                   |      | 1R           | -            | 1R           | -    | 3R           | F            | 2R           | 2R   | 2R           | SF           | 2R           | 1R   | -    | 0       | 15-9   |
| Shanghái (2)                                                                 |      | 3R           | -            | 1R           | -    | 3R           | 3R           | 3R           | -    | -            | 1R           | F            | 2R   | -    | 0       | 14-8   |
| París                                                                        |      | 1R           | -            | -            | -    | 1R           | -            | 3R           | -    | 3R           | 2R           | 3R           | SF   | 2R   | 0       | 7-8    |
| Total                                                                        | 0    | 0            | 0            | 0            | 0    | 0            | 0            | 0            | 0    | 3            | 1            | 1            | 0    | 0    | 5       | 127-77 |
| Leyenda: G:Torneo ganado; F:Finalista; SF:Semifinalista; CF:Cuartos de final |      |              |              |              |      |              |              |              |      |              |              |              |      |      |         |        |

(1) Incluye las ediciones del Masters de Stuttgart, que se disputó hasta 2001 inclusive.
(2) Incluye las ediciones del Masters de Hamburgo, que se disputó hasta 2008 inclusive.

## Premios, reconocimientos y distinciones
- Mejor Deportista Promesa ("Premio Antonio Cutillas") de 1994 en los Premios Deportivos Provinciales de la Diputación de Alicante[84]
- Mejor Deportista Español (Premio Príncipe Felipe) de 2003. Único Valenciano en lograr este reconocimiento.
- Medalla de Oro al Mérito Deportivo (Premio Real Orden del Mérito Deportivo).
- Medalla de Oro de la Juventud de la República Francesa. Único Valenciano en lograr este reconocimiento.
- Socio de honor del Real Madrid Club de Fútbol y de importantes clubes de tenis: Real Club Tenis Barcelona, Club de Tenis Valencia, Club de Carlet, Club de Tenis Ontinyent.